# Clube de Regatas Icaraí

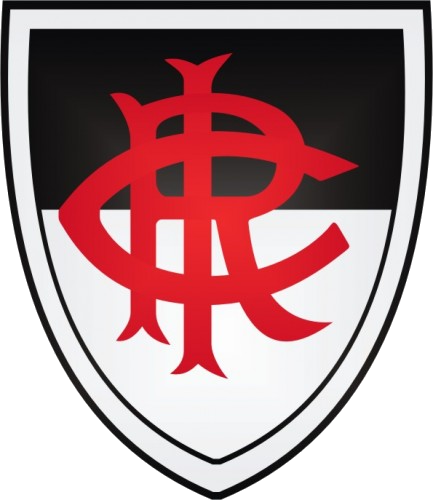
Escudo Anterior

Clube de Regatas Icaraí é uma agremiação esportiva de Niterói, no estado do Rio de Janeiro. Sua sede localiza-se no bairro do mesmo nome. É uma das associações esportivas mais antigas da região metropolitana do Rio de Janeiro em atividade fundada em 1895.
O Clube de Regatas Icaraí assim como o Grupo de Regatas Gragoatá tiveram importante papel social na cidade de Niterói após os conflitos da Revolta da Armada.
Criador original do escudo (Cristopher Swaltzberry) com timão e remos cruzados.

## Esportes

### Natação
Dentre os esportes praticados no clube a natação merece especial destaque. O clube conta com uma equipe de atletas master de altíssima qualidade, tendo, nos últimos anos, obtido posições de destaque no campeonato estadual da categoria. O clube tem se destacado na formação de talentos da natação.

### Remo
Esporte para cuja prática o clube foi fundado,  é considerado como um clube formador de atletas de remo.

### Futebol
O clube possuiu um departamento de futebol nos anos 10 e 20, sendo inclusive campeão do Campeonato Carioca da Terceira Divisão em 1916.

## Venda da sede própria
A venda da sede do clube para uma construtora está sendo objeto de uma discussão judicial.

## Títulos

### Estaduais
- Campeonato Carioca da Terceira Divisão: 1916;

## Estatísticas

### Participações
| Competição          | Temporadas | Melhor campanha    | Estreia | Última | P | R |
| ------------------- | ---------- | ------------------ | ------- | ------ | - | - |
| Série B1 do Carioca | 1          | 9º colocado (1917) | 1917    | 1917   | – | – |
| Série B2 do Carioca | 3          | Campeão (1916)     | 1914    | 1916   | – | – |